# Natália Pereira
Natália Zilio Pereira (Joaçaba, 4 aprile 1989) è una pallavolista brasiliana, schiacciatrice dell'Osasco.

## Carriera

### Club
La carriera di Natália Pereira inizia nel 2004, tra le file dell'Automóvel, mentre l'anno successivo è al Macaé. Nel 2006 viene ingaggiata dal Finasa, in cui ricopre nelle prime stagioni il ruolo di riserva, per poi diventare titolare. Col club paulista, la cui eredità viene raccolta nel 2009 dalla neonata formazione dell'Osasco, si aggiudica un campionato brasiliano, una Coppa del Brasile e due campionati sudamericani per club.
Nella stagione 2011-12 viene ingaggiata dal Rio de Janeiro, col quale è finalista in campionato, mentre in quella successiva si aggiudica per la seconda volta lo scudetto e vince il campionato sudamericano per club. Nell'annata 2013-14 passa al Campinas, facendo tuttavia immediatamente ritorno, già nella stagione seguente al club di Rio de Janeiro, dove resta per altre due annate, vincendo due scudetti, due campionati statali, due campionati sudamericani per club, la Coppa del Brasile 2016, la prima edizione della Supercoppa brasiliana.
Nel campionato 2016-17 lascia per la prima volta il Brasile, andando a giocare in Turchia col Fenerbahçe, club impegnato nella Sultanlar Ligi, con cui si aggiudica la Coppa di Turchia e lo scudetto, venendo premiata come miglior giocatrice del torneo; dopo due stagioni in Europa, nell'annata 2018-19 rientra in patria, passando al Minas con cui vince la Coppa del Brasile 2019, il campionato sudamericano per club 2019 ed il campionato nazionale. Fa ritorno quindi, per la stagione seguente, nel massimo campionato turco, ingaggiata stavolta dall'Eczacıbaşı.
Per l'annata 2020-21 si trasferisce in Russia per disputare la Superliga con la Dinamo Mosca, mentre in quella successiva è alla Savino Del Bene, nella Serie A1 italiana, con cui vince la Challenge Cup, ma già nell'annata 2022-23 fa ritorno al club di Mosca, vincendo uno scudetto, due coppe nazionali e una Supercoppa russa. Fa quindi ritorno in patria nel campionato 2024-25, tornando a difendere i colori dell'Osasco.

### Nazionale
Nel 2005 vince il campionato mondiale under 18 2005, venendo anche eletta Most Valuable Player, debuttando nello stesso anno in nazionale maggiore, con cui vince la Grand Champions Cup. In verdeoro colleziona moltissime medaglie: nel 2007 vince la medaglia d'argento alla Coppa panamericana, bissata nell'edizione successiva, e alla Coppa del Mondo; nel 2009 vince la medaglia d'oro alla Coppa panamericana, alla Final Four Cup, al World Grand Prix e al campionato sudamericano, oltre alla medaglia d'argento alla Grand Champions Cup. Nel 2010 vince la medaglia d'argento sia al World Grand Prix, bissata anche nell'edizione 2011, che al campionato mondiale. Nel 2012 si aggiudica la medaglia d'oro ai Giochi della XXX Olimpiade di Londra.
Nel 2013 vince la medaglia d'oro alla Grand Champions Cup e nel 2014 il bronzo al campionato mondiale. L'anno dopo si aggiudica la medaglia di bronzo al World Grand Prix e quella d'oro al campionato sudamericano, mentre nel 2016 si aggiudica l'oro al World Grand Prix, conquistando inoltre il premio di MVP. Nel 2017 vince la medaglia d'oro World Grand Prix, venendo premiata nuovamente come MVP, e al campionato sudamericano e l'argento alla Grand Champions Cup, mentre nel 2019 si aggiudica la medaglia d'argento alla Volleyball Nations League 2019.
Nel 2021 vince la medaglia d'argento alla Volleyball Nations League e ai Giochi della XXXII Olimpiade di Tokyo e quella d'oro al campionato sudamericano.

## Palmarès

### Club
- Campionato brasiliano: 5

2009-10, 2012-13, 2014-15, 2015-16, 2018-19
- Campionato turco: 1

2016-17
- Campionato russo: 1

2022-23
- Coppa del Brasile: 3

2008, 2016, 2019
- Coppa di Turchia: 1

2016-17
- Coppa di Russia: 2

2022, 2023
- Supercoppa brasiliana: 1

2015
- Supercoppa russa: 1

2023
- Campionato Carioca: 3

2011, 2012, 2014, 2015, 2015
- Campionato sudamericano per club: 6

2009, 2010, 2013, 2015, 2016, 2019
- Challenge Cup: 1

2021-22

### Nazionale (competizioni minori)
- Campionato mondiale under 18 2005
- Campionato sudamericano under 19 2006
- Campionato mondiale under 20 2007
- Coppa panamericana 2007
- Coppa panamericana 2008
- Montreux Volley Masters 2009
- Coppa panamericana 2009
- Final Four Cup 2009
- Coppa panamericana 2011
- Montreux Volley Masters 2017

### Premi individuali
- 2005 - Campionato mondiale under 18: MVP
- 2007 - Campionato mondiale under 20: Miglior attaccante
- 2007 - Campionato mondiale under 20: Miglior realizzatrice
- 2007 - Campionato mondiale under 20: MVP
- 2009 - Campionato sudamericano per club: Miglior attaccante
- 2010 - Campionato sudamericano per club: Miglior attaccante
- 2013 - Campionato sudamericano per club: MVP
- 2015 - World Grand Prix: Miglior schiacciatrice
- 2016 - World Grand Prix: MVP
- 2017 - Sultanlar Ligi: MVP
- 2017 - Montreux Volley Masters: Miglior schiacciatrice
- 2017 - World Grand Prix: Miglior schiacciatrice
- 2017 - World Grand Prix: MVP
- 2017 - Campionato sudamericano: Miglior schiacciatrice
- 2019 - Superliga Série A: MVP della finale
- 2019 - Superliga Série A: Miglior schiacciatrice